# Меньшова, Татьяна Геннадьевна
Татья́на Генна́дьевна Меньшо́ва (р.. 27 января 1970, Темиртау, Карагандинская область Казахской ССР) — советская и российская волейболистка, игрок женских сборных СНГ (1992) и России (1993—1997). Серебряный призёр Олимпийских игр 1992, двукратная чемпионка Европы, 4-кратная чемпионка России. Мастер спорта СССР международного класса (1989). Нападающая. Рост 186 см.

## Биография
Родилась и начала заниматься волейболом в ДЮСШ города Темиртау Казахской ССР. Первый тренер — В. С. Елисеев. Выступала за команды:
- 1986—1992 —  АДК (Алма-Ата);
- 1993—1996 —  «Уралочка» (Екатеринбург);
- 1996—1998 —  «Уралтрансбанк» (Екатеринбург) (в 1993—1997 параллельно с выступлениями за зарубежные клубы);
- 1993—1994 —  «Мурсия»;
- 1994—1995 —  «Ёкадо»;
- 1995—1997 —  «Марвелуз»;
- 1998—1999 —  «Кавагранде» (Рим);
- 1999—2001 —  «Виченца»;
- 2001—2002 —  «Палермо»;
- 2002—2003 —  «Спеццано»;
- 2003—2004 —  «Виченца»;
- 2004—2005 —  «Терра Сарда» (Тортоли);
- 2005—2007 —  «Алтамура»;
- 2007—2008 —  «Реджо-Эмилия»;
- 2008—2009 —  «Беллинцона»;
- 2009—2010 —  «Виченца».

В составе команды АДК становилась победителем розыгрышей Кубка обладателей кубков ЕКВ и Кубка СССР, призёром чемпионатов СССР. В составе «Уралочки» четырежды выигрывала золотые медали чемпионатов России.
В сборных СНГ и России в официальных соревнованиях выступала в 1992—1997 годах. В их составах неоднократно становилась победителем и призёром крупнейших международных соревнований, в том числе серебряным призёром олимпийских игр 1992, бронзовым призёром чемпионата мира 1994, победителем (1997) и бронзовым призёром (1993, 1996) Гран-при, дважды чемпионкой Европы (1993 и 1997).

## Достижения

### С клубами
- 3-кратный серебряный призёр чемпионатов СССР — 1989—1991;
  - бронзовый призёр чемпионата СССР 1988.
- обладатель Кубка СССР 1990.
- 4-кратная чемпионка России — 1993—1996;
- бронзовый (1997) и серебряный (1998) призёр чемпионатов России.
- двукратный победитель розыгрышей Кубка европейских чемпионов — 1994, 1995.
- 3-кратный победитель розыгрышей Кубка обладателей кубков ЕКВ — 1989—1991).
- обладатель Кубка кубков ЕКВ 2001.
- чемпионка Испании 1994.

### Со сборными
- серебряный призёр Олимпийских игр 1992;
  - участница Олимпиады-1996 (4-е место).
- бронзовый призёр чемпионата мира 1994.
- бронзовый призёр Всемирного Кубка чемпионов 1993.
- победитель Гран-при 1997;
- двукратный бронзовый призёр Гран-при — 1993, 1996.
- двукратная чемпионка Европы — 1993, 1997;
  - бронзовый призёр чемпионата Европы 1995;
- чемпионка Игр Доброй воли 1994.

## Источник
- Волейбол. Энциклопедия/Сост. В. Л. Свиридов, О. С. Чехов. Томск: Компания «Янсон» — 2001.